# 1554 no Brasil
Esta é uma cronologia dos fatos acontecimentos de ano 1554 no Brasil.

## Incumbentes
- Duarte da Costa, segundo governador-geral do Brasil (1553 - 1558).[1]

## Eventos
- 25 de janeiro: Os jesuítas José de Anchieta, Manuel de Nóbrega e outros fundam o Colégio de São Paulo de Piratininga, realizando uma missa que oficializou o nascimento do colégio embrião da futura cidade de São Paulo.[2]
- 18 de julho: Os jesuítas fundam a aldeia de Bohi, hoje Estância Turística de Embu das Artes.
- Literatura: Diálogos sobre a conversão dos gentios, de Manuel da Nóbrega (Primeiro livro escrito no Brasil).

## Mortes
- 7 de agosto: Duarte Coelho, governador da Capitania de Pernambuco, (n. 1485).